# Лиса Гора (пам'ятка природи, Шишацький район)
Ли́са Гора́ — геологічна пам'ятка природи місцевого значення в Україні. Розташована в межах Шишацького району Полтавської області, на північ від східної частини села Яреськи. 
Площа 5 га. Статус надано згідно з рішенням облвиконкому № 329 від 22.07.1969 року. Перебуває віданні ДП «Миргородський лісгосп» (Чапаївське л-во, кв. 4). 
Статус надано для збереження мальовничого урвища, що підноситься над долиною річки Псел. З урвища відкривається панорама довколишніх заплавних лісів, лук, меандрів і стариць річки Псла. 

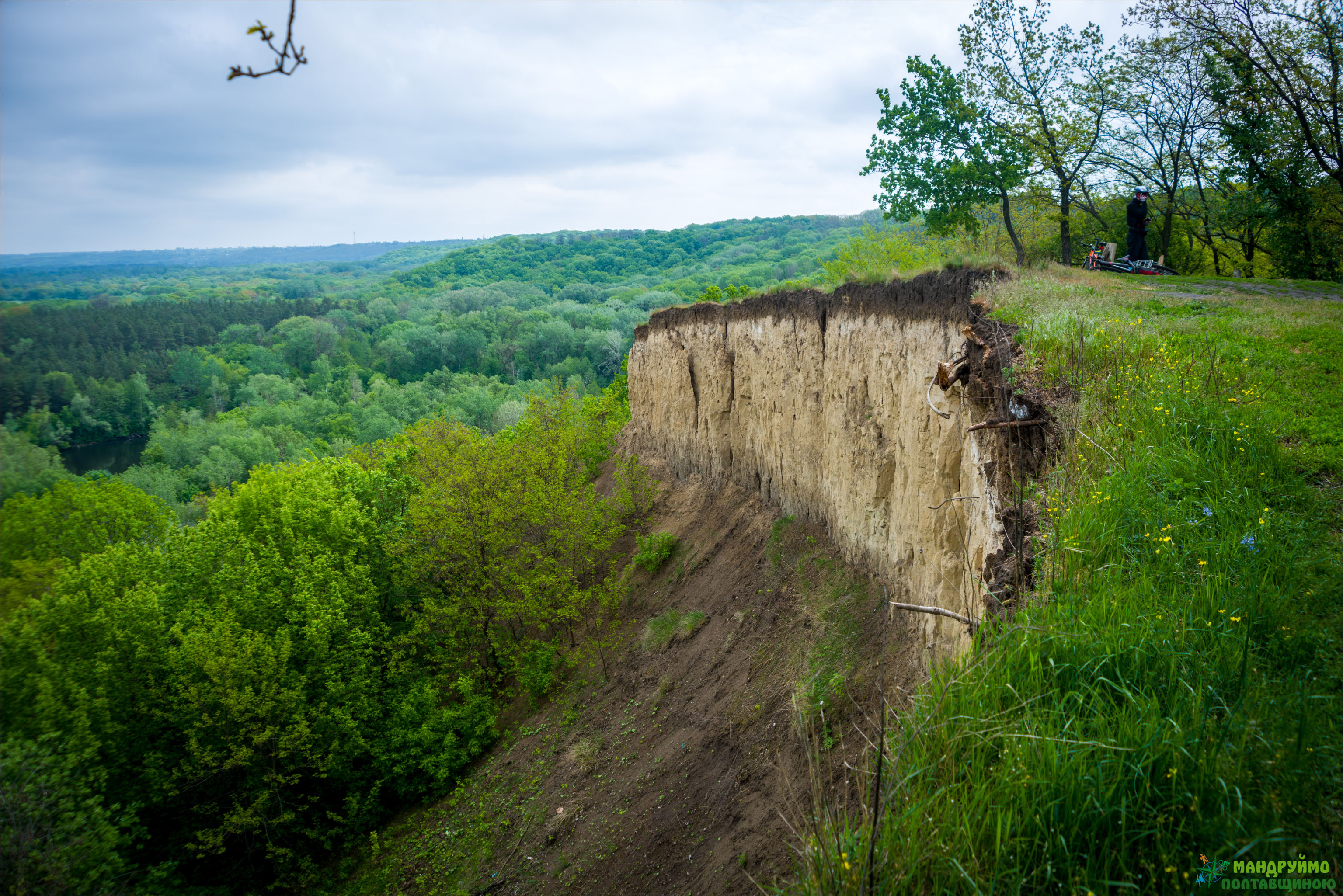
350 пкс
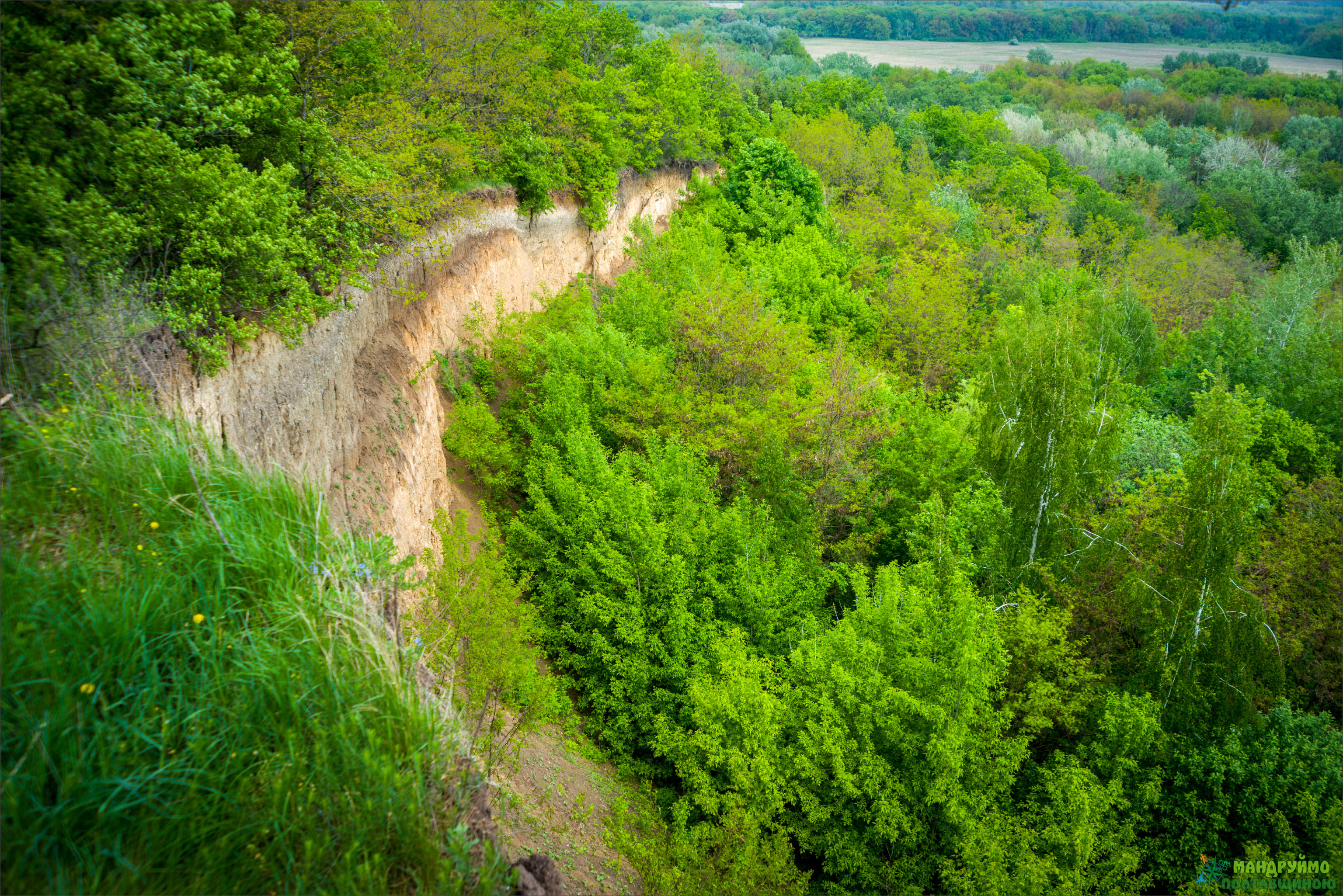
350 пкс
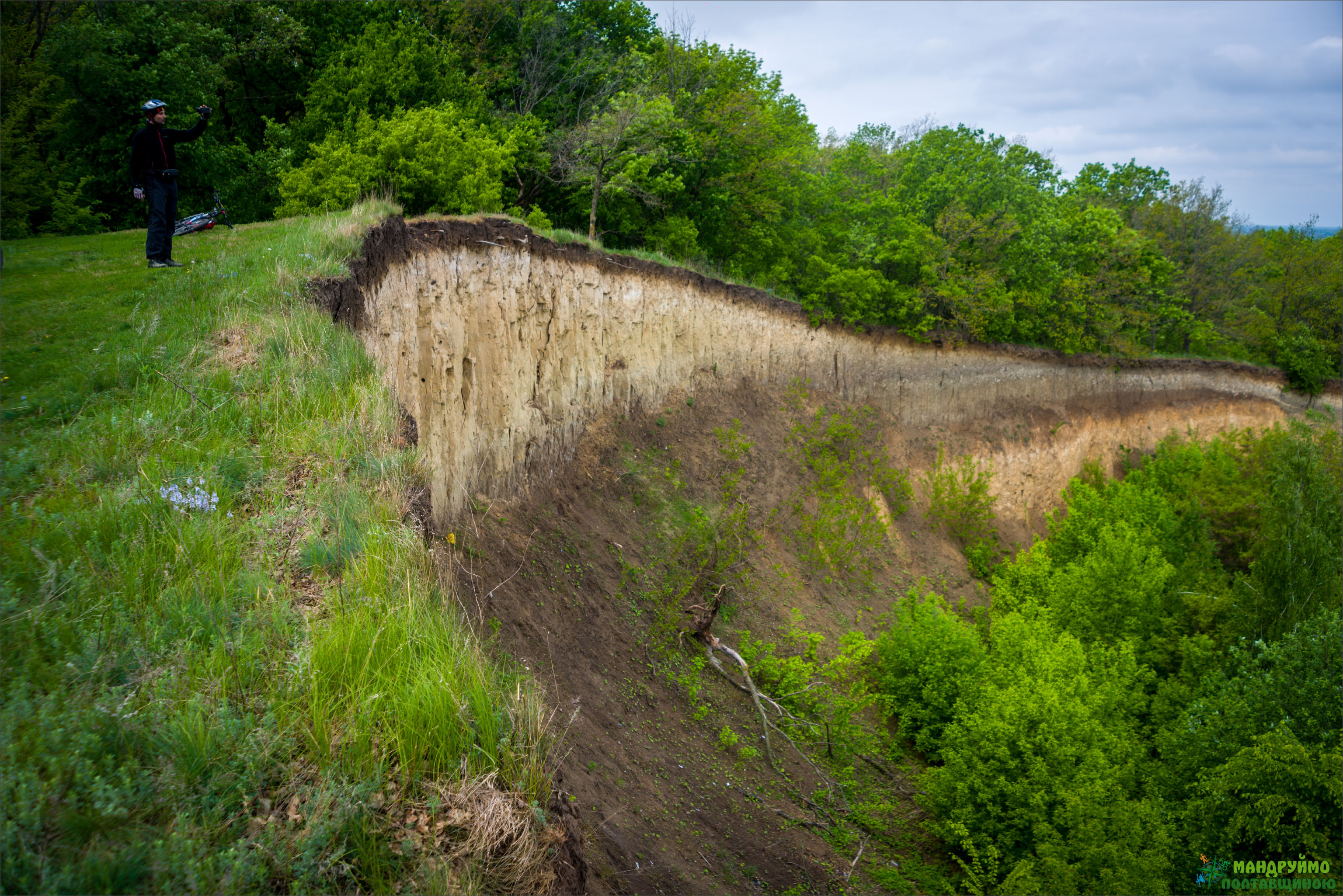
350 пкс